# Майер К. (лунный кратер)
Кратер Майер К. (лат. C. Mayer), не путать с кратером Майер Т., — крупный ударный кратер в области северного побережья Моря Холода на видимой стороне Луны. Название присвоено в честь немецкого учёного-иезуита, астронома, физика, геодезиста, картографа и метеоролога Кристиана Майера (1719—1783) и утверждено Международным астрономическим союзом в 1935 г. Образование кратера относится к позднеимбрийскому периоду.

## Описание кратера

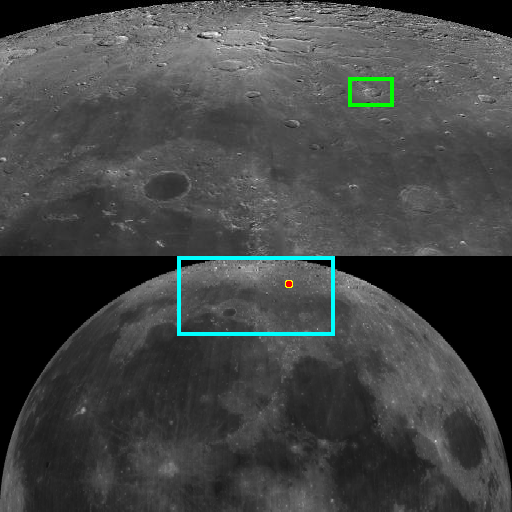
Месторасположение кратера.

Ближайшими соседями кратера являются кратер Бонд У. на западе-северо-западе; кратер Нейсон на северо-востоке; кратер Кейн на востоке; кратер Шипшенкс на юге и кратер Архит на юго-западе. Селенографические координаты центра кратера 63°16′ с. ш. 17°19′ в. д. / 63,26° с. ш. 17,31° в. д., диаметр 37,5 км, глубина 2360  м.
Кратер Майер К. имеет полигональную форму с небольшим выступом в западной части и практически не разрушен. Вал с четко очерченной острой кромкой, внутренний склон террасовидной структуры. К юго-восточной части вала примыкает сателлитный кратер Майер К. D (см. ниже) затопленный базальтовой лавой. Внутренний склон вала гладкий. Высота вала над окружающей местностью достигает 1030 м, объем кратера составляет приблизительно 1200 км³. Дно чаши пересеченное, в центре чаши расположен центральный пик высотой 600 м от которого в северном направлении тянется цепочка пиков.

## Сателлитные кратеры
| Майер К. | Координаты                                            | Диаметр, км |
| -------- | ----------------------------------------------------- | ----------- |
| B        | 60°11′ с. ш. 15°26′ в. д. / 60,19° с. ш. 15,44° в. д. | 32,7        |
| D        | 62°12′ с. ш. 18°31′ в. д. / 62,2° с. ш. 18,51° в. д.  | 64,8        |
| E        | 61°11′ с. ш. 16°02′ в. д. / 61,18° с. ш. 16,04° в. д. | 11,2        |
| F        | 62°05′ с. ш. 19°37′ в. д. / 62,09° с. ш. 19,62° в. д. | 6,7         |
| H        | 64°13′ с. ш. 14°44′ в. д. / 64,21° с. ш. 14,74° в. д. | 42,7        |

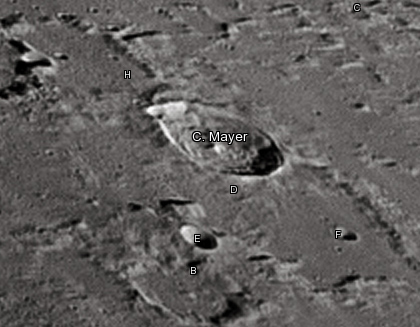
Снимок Девида Кемпбелла.

- Образование сателлитного кратера Майер К. B относится к нектарскому периоду[1].

## См.также
- Список кратеров на Луне
- Лунный кратер
- Морфологический каталог кратеров Луны
- Планетная номенклатура
- Селенография
- Минералогия Луны
- Геология Луны
- Поздняя тяжёлая бомбардировка